# Мютценіх
Мютценіх (нім. Mützenich) — громада в Німеччині, розташована в землі Рейнланд-Пфальц. Входить до складу району Бітбург-Прюм. Складова частина об'єднання громад Прюм.
Площа — 6,43 км2. Населення становить 114 ос. (станом на 31 грудня 2020).